# Apalocnemis sanguinea
Apalocnemis sanguinea är en tvåvingeart som beskrevs av Hardy 1934. Apalocnemis sanguinea ingår i släktet Apalocnemis och familjen Brachystomatidae. Inga underarter finns listade i Catalogue of Life.